# Proctoporus pachyurus
Proctoporus pachyurus — вид ящірок родини гімнофтальмових (Gymnophthalmidae). Ендемік Перу.

## Поширення і екологія
Proctoporus pachyurus мешкають в міжандійських долинах в перуанському регіоні Хунін. Вони живуть у високогірних чагарникових заростях і на полях. Зустрічаються на висоті від 2770 до 3800 м над рівнем моря. Голотип був зібраний в долині річки Чанчамайо.

## Збереження
МСОП класифікує стан збереження цього виду як близький до загрозливого. Їм загрожує вилов з метою використання в народній медицині.